# Mazıdağı
Mazıdağı est une ville et un district de la province de Mardin dans la région de l'Anatolie du sud-est en Turquie.